# Dura-Europos

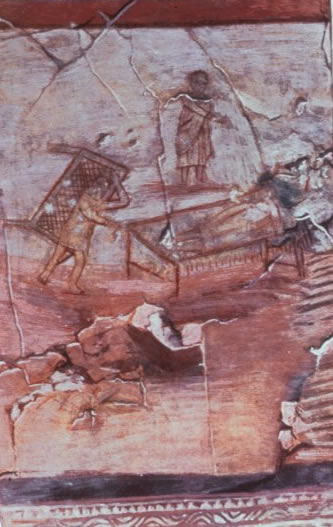
Jesus botar den lame mannen. Väggmålning från cirka år 235.

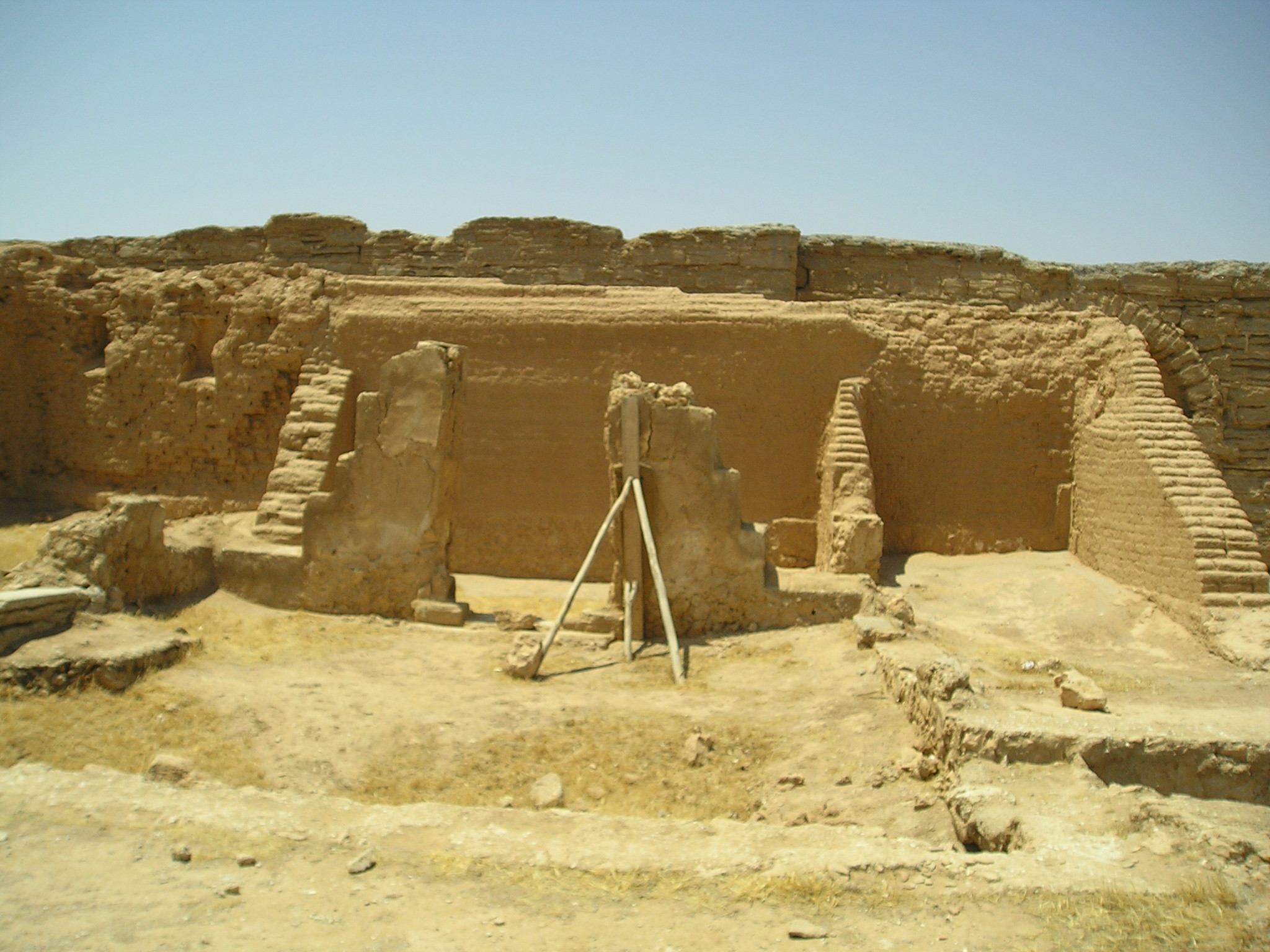
Kyrkoruin i Dura-Europos.

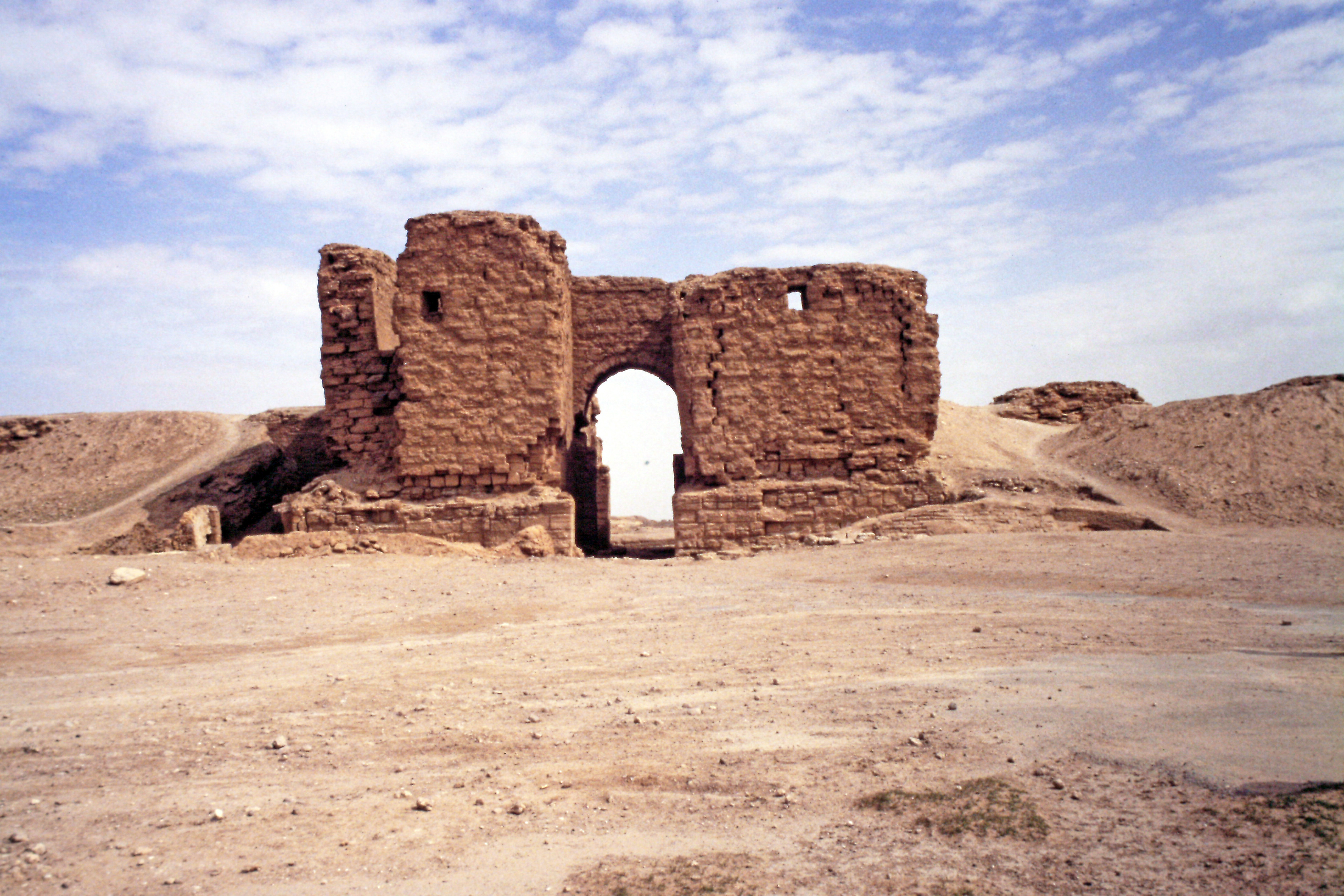
Palmyrene-porten, den huvudsakliga ingången till staden Dura-Europos.

Dura-Europos (grekiska: Δοῦρα Εὐρωπός) är en antik stad vid Eufrat (nuvarande As-Salihijja i Syrien).
Dura-Europos var en handelsstation och gränsstad till vilken romarna förlade en garnison från år 165 till 256, då staden övergavs.
När staden utgrävdes på 1920-talet, fann arkeologerna kristna målningar i en annorlunda stil och i större skala än den som kunde tillämpas i de trånga utrymmena i katakomberna i till exempel Rom. Målningarna framställer bland annat Den gode herden, Adam och Eva i Edens trädgård, David som dödar Goliat och två av Kristi underverk (vandringen på vattnet, helandet av den lame mannen). Målningarna är illa skadade, men till stilen liknar de bättre bevarade väggmålningar i den judiska församlingens närbelägna och mycket större synagoga.
Det mosaiska förbudet mot alla avbildningar av himmelska och jordiska företeelser tolkades vid denna tid fritt (endast Gudsbilden var helt bannlyst), och de heliga skrifterna var illustrerade också i hebreiska handskrifter, vilka kristna konstnärer skulle komma att använda som förlagor.
I den relativt lilla staden Dura-Europos fanns det inte mindre än sexton olika kultbyggnader, huvudsakligen resta för romerska trupper. Mångfalden är ett livfullt vittnesbörd om den andliga bredd, som rådde i slutet av 100-talet samt på 200-talet.